# 八束村 (高知県)
八束村（やつかむら）は高知県幡多郡にあった村。現在の四万十市の南東部、四万十川の河口右岸にあたる。

## 地理
- 山岳：葛篭山
- 河川：四万十川
- 岬：大焼崎

## 歴史
- 1889年（明治22年）4月1日 - 町村制の施行により、実崎村・山路村・津蔵淵村・初崎村・坂本村・深木村・名鹿村・間崎村の区域をもって発足。
- 1954年（昭和29年）3月31日 - 中村町・下田町・東山村・蕨岡村・後川村・具同村・東中筋村・富山村・大川筋村・中筋村と合併して中村市が発足。同日八束村廃止。